# Léopold de Gaillard
Léopold de Gaillard (Bollène, 20 de abril de 1820-Bollène, 7 de junio de 1893) fue un escritor, político y periodista francés.

## Biografía
Nació en Bollène (Provenza) en 1820. Ejerció la profesión de abogado en Toulouse, pero pronto se dedicó exclusivamente al periodismo y a la política en defensa de la monarquía y el catolicismo. En 1848 fundó en Aviñón La Liberté, en la que combatió a Napoleón III. Después dirigió la Gazette de Lyon, que suprimió el gobierno, y luego fue redactor jefe de Le Correspondant de París. De 1872 a 1879 perteneció al Consejo de Estado. Falleció en 1893.
Escribió las obras tituladas Bon sens. Situation. Les socialistes. Les montagnards. La Terreur. Conseils aux modérés (Aviñón, 1849); Lettres politiques sur la Suisse (Ginebra, 1852); Questions italiennes (París, 1860); L'expédition de Rome en 1849 (1861); Nicolas Bergasse (Lyon, 1862); Candidatures officielles autrefois et aujourd'hui (París, 1864); Venise et la France (1866), y Les étapes de l'opinion (1873).